# Xenopotamia radians
Xenopotamia radians är en fjärilsart som beskrevs av Diakonoff 1983. Xenopotamia radians ingår i släktet Xenopotamia och familjen vecklare. Inga underarter finns listade i Catalogue of Life.